# Playground
Playground er debutalbummet fra den danske R&B-sanger og sangskriver Burhan G, der udkom den 24. maj 2004 på RCA og BMG. Albummet er hovedsageligt skrevet i samarbejde med Frederik Nordsø og Louis Winding fra producerteamet Maximum Risk. Albummet blander ifølge Gaffa soul og R&B med tyrkiske elementer, og er inspireret af amerikanske sangere som Usher, Justin Timberlake og Craig David. Selv mener sangeren at Playground er det første rendyrkede R&B-album i Danmark. Sangen "Burhan G" blev sendt ud som den første single, og blev valgt til Ugens Uundgåelige på P3 i september 2003. Dernæst fulgte singlerne "Playground" og "Take U Home", hvor især sidstnævnte blev et pænt hit.
Albummet gav Burhan G prisen som Årets nye danske navn ved Danish Music Awards 2005, hvor han også var nomineret i kategorierne Årets danske sanger og Årets danske urbanudgivelse. Han vandt også prisen for "Årets danske album" ved Danish DeeJay Awards og var nomineret til både "P3 Prisen" og "P3 Gennembruddet" ved P3 Guld.

## Spor
| #   | Titel                                | Sangskriver(e)                                 | Længde |
| --- | ------------------------------------ | ---------------------------------------------- | ------ |
| 1.  | "Intro"                              | Burhan Genc, Frederik Nordsø, Louis Winding    | 1:57   |
| 2.  | "Sweat"                              | Genc, Nordsø, Winding                          | 3:51   |
| 3.  | "Playground"                         | Genc, Nordsø, Winding, Nina Woodford           | 3:29   |
| 4.  | "Take U Home"                        | Genc, Jeppe Federspiel, Rasmus Stabell, Obi    | 3:51   |
| 5.  | "Burhan G"                           | Genc, Nordsø, Winding                          | 3:27   |
| 6.  | "Burhan's Lounge" (Interlude)        | Genc, Nordsø, Winding                          | 1:03   |
| 7.  | "Long Kiss Goodnight"                | Nordsø, Winding, Obi                           | 4:15   |
| 8.  | "Can't Let U Go"                     | Genc, Nordsø, Winding, Bachir Mikkel Mathiasen | 5:11   |
| 9.  | "Deal With That"                     | Genc, Nordsø, Winding                          | 4:16   |
| 10. | "Confessions" (featuring Nina Jayne) | Genc, Nina Jayne, Saqib Hassan                 | 4:22   |
| 11. | "Wow, There She Goes"                | Genc, Nordsø, Winding                          | 4:19   |
| 12. | "It's Okay"                          | Genc, Nordsø, Winding                          | 4:22   |
| 13. | "Game Tight"                         | Genc, Nordsø, Winding, Lynden David Hall       | 4:07   |